# U-17 (Kriegsmarine)
U-17 je bila nemška vojaška podmornica Kriegsmarine, ki je bila dejavna med drugo svetovno vojno.

## Zgodovina
U-17 je bila po sprejetju v aktivno službo dodeljena 1. podmorniški flotilji, katera je bila stacionirana v Kielu. Med novembrom 1939 in julijem 1940 so jo uporabljali kot šolsko podmornico. Med januarjem 1940 in aprilom 1940 so jo med operacijo Weserübung ponovno reaktivirali kot bojno podmornico. Od 1. maja 1940 pa do konca vojne pa je bila zopet v uporabi kot šolska podmornica.
5. maja 1945 je posadka podmornico U-17 v Wilhelmshavnu v okviru operacije Mavrica (samopotopitev nemške flote) namerno potopila.
U-17 je opravila 4 bojne plovbe na katerih je potopila 3 ladje s skupno tonažo 1.825 BRT.  

## Poveljniki
| Poveljniki |                 |                           |                                       |
| Št.        | Čin             | Ime                       | Poveljstvo                            |
| 1.         | Kapitanporočnik | Werner Fresdorf           | 3. december 1935 - 1. november 1937   |
| 2.         | Kapitanporočnik | Heinz von Reiche          | 2. november 1937 - 11. september 1939 |
| 3.         | Kapitanporočnik | Harald Jeppner-Haltenhoff | 11. september 1939 - 17. oktober 1939 |
| 4.         | Kapitanporočnik | Wolf-Harro Stiebler       | 18. oktober 1939 - 5. januar 1940     |
| 5.         | Kapitanporočnik | Udo Behrens               | 6. januar 1940 - 7. julij 1940        |
| 6.         | Nadporočnik     | Herwig Collmann           | 8. julij 1940 - 4. januar 1941        |
| 7.         | Kapitanporočnik | Wolfgang Schultze         | 5. januar 1941 - 15. oktober 1941     |
| 8.         | Nadporočnik     | Otto Wollschläger (v.d.)  | 2. oktober 1941 - 14. oktober 1941    |
| 9.         | Nadporočnik     | Ernst Heydemann           | 16. oktober 1941 - 31. maj 1942       |
| 10.        | Nadporočnik     | Walter Sitek              | 1. junij 1942 - 22. februar 1943      |
| 11.        | Nadporočnik     | Karl-Heinz Schmidt        | 23. februar 1943 - 25. maj 1944       |
| 12.        | Nadporočnik     | Hans-Jürgen Bartsch       | 26. maj 1944 - 21. december 1944      |
| 13.        | Nadporočnik     | Friedrich Baumgärtel      | 22. december 1944 - 6. februar 1945   |

## Tehnični podatki
| Kategorije                                    | Podatki         |
| --------------------------------------------- | --------------- |
| Teža (t): na površju pod površjem polna Teža  | 279 328 414     |
| Dolžina (m) - tlačni trup (m)                 | 42,70 - 28,20   |
| Širina (m) - tlačni trup (m)                  | 4.08 - 4,00     |
| Izpodriv (m)                                  | 3,90 m          |
| Višina (m)                                    | 8,60            |
| Moč (hp): na površju pod podvršjem            | 700 360         |
| Hitrost (vozlov): na površju pod podvršjem    | 13,0 7,0        |
| Doseg (milja/vozel): na površju pod podvršjem | 3100/8 43/4     |
| Torpeda/Torpedne cevi                         | 5/3 (na premcu) |
| Mine                                          | 12 TMA          |
| Posadka                                       | 22-24           |
| Maksimalni potop (m)                          | 150             |

## Potopljene ladje
| Datum              | Ime                             | Država              | Tonaža  | Usoda                |
| ------------------ | ------------------------------- | ------------------- | ------- | -------------------- |
| 14. september 1939 | Hawarden Castle (tovorna ladja) | Združeno kraljestvo | 210 BRT | potopljena (mina)    |
| 2. marec 1940      | Rijnstroom (tovorna ladja)      | Nizozemska          | 695 BRT | potopljena (torpedo) |
| 5. marec 1940      | Grutto (tovorna ladja)          | Nizozemska          | 920 BRT | potopljena (torpedo) |